# Brachychthonius berlesei
Brachychthonius berlesei är en kvalsterart som beskrevs av Rainer Willmann 1928. Brachychthonius berlesei ingår i släktet Brachychthonius och familjen Brachychthoniidae. Inga underarter finns listade.